# Звонимир Бобан
Звонимир Бо́бан (нар. 8 жовтня 1968, Імотський) — югославський і хорватський футболіст, бронзовий призер чемпіонату світу 1998 року.

## Клубна кар'єра
Розпочав кар'єру в 1985 році в клубі «Динамо» (Загреб). Увійшов до складу юнацької збірної Югославії, яка виграла чемпіонат світу серед юнаків у 1987 році, а після цього у 18 років став наймолодшим капітаном в історії загребського «Динамо» (у 2001 році цей рекорд побив Ніко Кранчар).
Бобан став національним героєм Хорватії після епізоду 13 травня 1990 року, коли матч у Загребі між місцевим «Динамо» і белградською «Црвеною Звездою» перетворився на бійку між уболівальниками через міжнаціональну ворожнечу. Після того, як у сутичку втрутилася поліція, Бобан ударив поліцейського, який перед тим вдарив одного з уболівальників «Динамо».
У 1991 році Звонимир підписав контракт з італійським «Міланом» та одразу ж вирушив в оренду до «Барі». За рік Звонимира повернули з оренди й він став одним з ключових гравців міланського гранда. За 9 сезонів Бобан виграв з «Міланом» чотири «скудетто» та Лігу Чемпіонів. У серпні 2001 року перейшов до іспанської «Сельти», проте став лише запасним гравцем і, зігравши лише чотири матчі, завершив кар'єру.

## Національна збірна
Бобан відіграв велику роль у перемозі збірної Югославії на юнацькому чемпіонаті світу 1987 року. За дорослу збірну Югославії Звоні зіграв з 1988 по 1991 рік 7 матчів. Коли країна розпалася, Бобан вирішив грати за Хорватію.
Дебютував за збірну Хорватії в 1991 році в товариському матчі проти Румунії, а востаннє вийшов у формі збірної в 1999 році в товариському матчі проти збірної Франції. За всю кар'єру в національній збірній Хорватії Бобан зіграв 51 матч і забив 12 голів. Був капітаном збірної на Євро-96 та Чемпіонаті світу у Франції, де хорвати стали бронзовими  призерами.

## Досягнення
- Чемпіон Італії (4): 1992–93, 1993–94, 1995–96, 1998–99
- Володар Суперкубка Італії (3): 1992, 1993, 1994
- Переможець Ліги чемпіонів УЄФА: 1993–94
- Володар Суперкубка Європи: 1994
- Бронзовий призер чемпіонату світу: 1998
- Чемпіон світу (U-20): 1987

## Захоплення
У вільний час грає в теніс. Товаришує зі знаменитим хорватським тенісистом Гораном Іванішевичем.